# Oligoppia octocoma
Oligoppia octocoma är en kvalsterart som först beskrevs av Hammer 1973.  Oligoppia octocoma ingår i släktet Oligoppia och familjen Oppiidae. Inga underarter finns listade i Catalogue of Life.